# Florine de Leymarie
Pour les articles homonymes, voir Leymarie.
Florine de Leymarie, née le 9 mai 1981 à Moûtiers (Savoie) est une skieuse alpine française. Elle participe aux Jeux olympiques d'hiver de 2006 à Turin.

## Palmarès

### Jeux olympiques d'hiver
| Épreuve / Édition | Turin 2006 |
| Slalom            | 11e        |

### Championnats du monde
Florine de Leymarie a participé à deux éditions des championnats du monde, en 2005 et 2007. Son meilleur résultat est une 15e place obtenue à Åre.
| Épreuve / Édition | Santa Caterina 2005 | Åre 2007 |
| Slalom            | 15e                 | 22e      |

### Coupe du monde

#### Classements par épreuve en Coupe du monde
Le meilleur classement général de Florine de Leymarie en Coupe du monde est une 37e place en 2007. Cette même année, elle se place au 10e rang du classement du slalom.
| Saison / Épreuve | Saison / Épreuve | Général | Général | Slalom | Slalom | Descente | Descente | Super-G | Super-G | Slalom géant | Slalom géant | Combiné | Combiné |
| ---------------- | ---------------- | ------- | ------- | ------ | ------ | -------- | -------- | ------- | ------- | ------------ | ------------ | ------- | ------- |
| Saison / Épreuve | Saison / Épreuve | Class.  | Points  | Class. | Points | Class.   | Points   | Class.  | Points  | Class.       | Points       | Class.  | Points  |
| 2003             | 2003             | 115e    | 4       | 52e    | 4      | -        | -        | -       | -       | -            | -            | -       | -       |
| 2004             | 2004             | 107e    | 11      | 44e    | 11     | -        | -        | -       | -       | -            | -            | -       | -       |
| 2005             | 2005             | 53e     | 130     | 18e    | 130    | -        | -        | -       | -       | -            | -            | -       | -       |
| 2006             | 2006             | 67e     | 64      | 25e    | 64     | -        | -        | -       | -       | -            | -            | -       | -       |
| 2007             | 2007             | 37e     | 199     | 10e    | 199    | -        | -        | -       | -       | -            | -            | -       | -       |
| 2008             | 2008             | 73e     | 55      | 30e    | 55     | -        | -        | -       | -       | -            | -            | -       | -       |
| 2009             | 2009             | 109e    | 13      | 49e    | 13     | -        | -        | -       | -       | -            | -            | -       | -       |

#### Performances générales
Florine de Leymarie a pris 52 départs en Coupe du monde, tous en slalom. Elle a terminé 32 fois dans le Top 30, dont 4 fois dans les dix premières de la course. Son meilleur résultat est une 4e place obtenue dans la slalom d'Aspen en 2004.
| Résultat  | Descente | Super-G | Slalom géant | Combiné | Slalom | Total |
| --------- | -------- | ------- | ------------ | ------- | ------ | ----- |
| 1re place | -        | -       | -            | -       | -      | 0     |
| 2e place  | -        | -       | -            | -       | -      | 0     |
| 3e place  | -        | -       | -            | -       | -      | 0     |
| Top 10    | -        | -       | -            | -       | 4      | 4     |
| Top 30    | -        | -       | -            | -       | 32     | 23    |
| Autres    | -        | -       | -            | -       | 20     | 20    |
| Départs   | 0        | 0       | 0            | 0       | 52     | 52    |